# Fetus in fetu

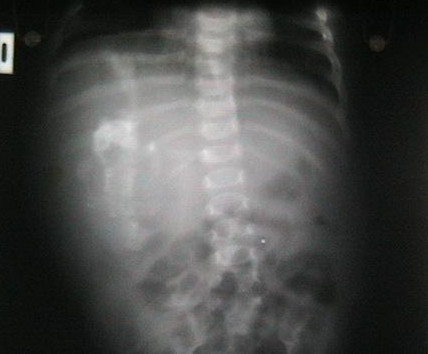
Zdjęcie rentgenowskie noworodka w projekcji AP uwidacznia masę guza w prawym śródbrzuszu, zawierającą elementy kostne różnego kształtu i wielkości

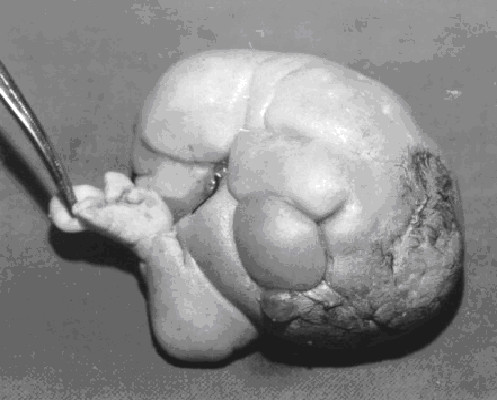
Usunięty guz okazał się być fetus in fetu; narzędzie chirurgiczne wskazuje szczątkowe palce tworu

Fetus in fetu (łac. foetus in foeto, fœtus in fœtu; dosłownie "płód w płodzie") – rzadka anomalia, polegająca na obecności zwapniałej, płodokształtnej masy w obrębie jamy ciała noworodka lub niemowlęcia. Fetus in fetu powstaje wskutek nierównomiernego rozdziału totipotencjalnych komórek blastocysty, i obecności inkluzji małej grupki tych komórek w obrębie bardziej dojrzałego zarodka. Jest to więc postać monozygotycznej dwuowodniowej ciąży wielopłodowej. Jest to rzadka malformacja, pod wieloma względami zbliżona do zaotrzewnowego potworniaka, ale różniąca się ukształtowaniem patologicznej masy i jej metameryczną segmentacją w obrębie osi kręgosłupa. Masa guza zazwyczaj jest otorebkowana i posiada własną szypułę naczyniową.